# 中国社会组织网
中国社会组织网，已改名为中国社会组织政务服务平台，由中华人民共和国民政部民间组织管理局主办。

## 简介
中国社会组织网(已改名为中国社会组织政务服务平台https://chinanpo.mca.gov.cn （页面存档备份，存于） )是中华人民共和国民政部民间组织管理局主办的网站，于2003年建成。中国社会组织网通过宣传相关法规政策、公开办事程序、提供便民措施等方式，使社会组织登记管理工作提高透明度以及工作效率，为公众及社会组织服务，为各级社会组织登记管理机关、社会组织、研究机构提供交流平台。民政部登记的各类社会团体、基金会、民办非企业单位、涉外社会组织的有关信息、行政许可、年检结果、评估等级、免税资格，以及民政部对社会组织问题的查处结果，都能在该网( https://chinanpo.mca.gov.cn （页面存档备份，存于） )查询。社会组织也可在该网查询到法规政策、办事指南等信息。该网还设有研究资料库，供研究人员及研究机构查询。